# Championnat de France de rugby à XIII 1993-1994
Navigation
Édition précédente Édition suivante
Le Championnat de France de rugby à XIII 1993-1994 oppose pour la saison 1993-1994 les meilleures équipes françaises de rugby à XIII. Douze équipes prennent part à cette édition.

## Liste des équipes en compétition
Le Championnat compte douze clubs, à savoir Albi, Avignon, Carcassonne, Carpentras, Lézignan, Limoux, XIII Catalan, Pia, Saint-Estève, Saint-Gaudens et Villeneuve-sur-Lot accompagné de l'arrivée de Toulouse et le retrait de Villefranche.

### Classement de la première phase
Classement au 18 avril 1994
| Classement | Club               | Points |
| 1er        | Saint-Estève       | 57     |
| 2e         | XIII Catalan       | 52     |
| 3e         | Saint-Gaudens      | 44     |
| 4e         | Pia                | 46     |
| 5e         | Carcassonne        | 45     |
| 6e         | Carpentras         | 45     |
| 7e         | Villeneuve-sur-Lot | 45     |
| 8e         | Lézignan           | 43     |
| 9e         | Albi               | 40     |
| 10e        | Limoux             | 39     |
| 11e        | Avignon            | 38     |
| 12e        | Toulouse           | 28     |

|  | Qualifié pour la phase finale - deuxième phase de groupe |

## Finale (4 juin 1994)
(mt : 2 - 0)
Points marqués :
- XIII Catalan : 1 essai de Guasch (64e) ; 1 pénalité de Gomez (21e).
- Pia : 1 essai de Serret (46e).

Homme du match : Pascal Fages
Évolution du score : 2-0 (mi-temps), 2-4, 6-4.
Arbitre : M. Chanfreau
Spectateurs : 12 000
Composition des équipes :
- XIII Catalan : Olivier Bise - Francis Gomez, Pascal Bomati, Brian Coles, Christophe Malfaz - Michel Roses (o), Vincent Banet (m) - Taï Pepere, Marc Guasch, Bernard Llong, Didier Cabestany, Laurent Cambres, Stéphane Téna - Entraîneur : Pierre Zamora
- Pia : Richard Franck - Yannick Sautrice, Christophe Rossel, Frédéric Serret, Laurent Briol - Pascal Fages (o), Gilles Marquès (m) - Karl Jaavuo, Patrick Torreilles, Karl Findlay, Jean-Luc Combette, Sébastien Flovie, Jacques Pech - Pierre Flovie - Entraîneur : Luc Mendez

## Effectifs des équipes présentes
| XIII Catalan       | Adolphe Alésina Éric Allègre Vincent Banet Olivier Bise Pascal Bomati Didier Cabestany Laurent Cambres Brian Coles Paquito Cordoba Didier Foulquier Francis Gomez Marc Guasch Pascal Jampy Bernard Llong Christophe Malfaz Taï Pepere Michel Roses Stéphane Téna Vincent Téna Entraîneur : Pierre Zamora     | Pia          | Laurent Briol Jean-Luc Combette Pascal Fages Karl Findlay Sébastien Flovie Richard Franck Karl Jaavuo Gilles Marquès Jacques Pech Christophe Rossel Joël Sautrice Yannick Sautrice Frédéric Serret Patrick Torreilles Entraîneur : Luc Mendez |
| Saint-Gaudens      | Théo Anast Patrick Bojarzuck Christian Calvo Ştefan Chirilă Franck Dencausse Arnaud Dulac Gilles Dumas Gaudens Kebdani Cédric Loubet Pascal Lucas Pascal Marcu Christophe Martinez Jean-Yvon Masse Stéphane Millet Claude Sirvent Jean-Luc Vincent Jean-Marc Vincent Robert Viscay Entraîneur : Alain Girard | Saint-Estève | Sébastien Berdu Hadj Boudebza Mark Bourneville Bernard Cartier Bruno Castany Arnaud Cervello Pierre Chamorin Franck Esponda Jean-Marc Garcia Lilian Hébert Ali Khadri Mathieu Khedimi Frantz Martial Serge Pérez Thierry Scimone Tommy Sutton Éric van Brussel Patrick Wosniak Entraîneur : Roger Palisses Abet Baklouch                                                             |
| Lézignan           | Feb. Abadié Frédéric Abadié Jérôme Alonso Fabien Amador David Amat Scott Bennett Nicolas Fabry Jérôme Ferret Christophe Grandjean Georges Grandjean Moussa Loukili Martin Rémi Rivérola Jean-Paul Sourès Gaël Tallec Thierry Valéro Entraîneur : Dominique Espugna                                           | Carpentras   | Ezzedine Attia Laurent Audibert Baroni Cyril Baudouin Bonnardel Sébastien Bouche Michel Canovas F. Cecchini Philippe Chiron Didier Comtat Didier Couston Mustapha Dekkiche A. Étienne Falanga Giardini Serge Laugier Jamel Louazani Frédéric Mas Franck Romano David Rocci Hervé Roux Jean-Marc Rocci Patrick Rocci Joël Roux Greg Sheridan Amar Tamghart Richard Wagambie Zanchetti |
| Villeneuve-sur-Lot | Jérôme Bisson Régis Brioux David Despin Fabien Devecchi David Ellis Emmanuel Fauvel Marc Fonfrège Éric Lucianaz Bertrand Planté Daniel Verdès Éric Vergniol Entraîneur : Antoine Lopès | Limoux       | Henri Albérola Patrick Albérola Benoît Bourrel Jean-Luc Delarose José Delgado Eliott Gayral Patrice Gonzalez Pierre Gonzalez Jean-Jacques Jammes Pierre Jammes Menkis Christophe Pujo Stephan Robinson J-C. Rodriguez Olivier Rougé Philippe Sokolow Frédéric Teixido |
| Carcassonne        | Frédéric Banquet Barro Serge Brioux Costes Alexandre Couttet Sylvain Crismanovich Guy Delpech Daniel Divet David Gagliazzo Pascal Mons Éric Rémirez Walter Sabatier Patrice Satgé Marc Tisseyre Éric van Brussel Entraîneur : Patrick Pedrazzani                                                             | Avignon      | Patrick Accroue Chauvin Lucien de Macedo Patrick Entat Gérard Faure Mario Femia Charles Guidicelli Laugier Nicolas Reyre Richard Rouqueirol Serge Titeux Vignassoules Entraîneur : Jacki Imbert |
| Albi               | Éric Castel David Collado Patrick Costes Gachon Gauci Lacourt Lacroux Manen Yannick Mantese Sean Mullins Ch. Nadalin J-J. Nadalin Philippe Ricard Scieszka | Toulouse     | Gilbert Aillères Pierre Aillères (c) Laurent Alcaraz Éric Cazes Fernand Correia Dassier Delors Hervé Escourrou Jean-Marc Escourrou Philippe Laye Marc Montal Philippe Mourgues Thierry Schallebaum |
| Villefranche       | Stéphane Dega Jean Frison |              | |